# Observatorul Astronomic din Iași
Observatorul Astronomic din Iași este un observator astronomic și planetariu din Iași, care în trecut a fost și stație seismică. După ce a fost înființată Catedra de Astronomie din cadrul Universității din Iași în anul 1864 s-a dorit înființarea unui observator. Acesta se află în proprietatea Universității Alexandru Ioan Cuza din Iași. Constantin Căpităneanu a fost primul astronom român din Principatele Unite și cel care a înființat în anul 1875 observatorul astronomic de la Iași, considerat a fi primul observator astronomic din România, precum și pe cel de la București, în anul 1877. Primul director al observatorului actual a fost Constantin Popovici. Reabilitarea, consolidarea și refunctionalizarea Observatorului Astronomic din Iași, aflat în proprietatea Universității Alexandru Ioan Cuza Iași, situat pe Aleea Sadoveanu nr. 5-7, municipiul Iași, județul Iași, a fost semnat pe 3 decembrie 2020.